# Famille de Moulins de Rochefort
 (novembre 2019).
Si vous disposez d'ouvrages ou d'articles de référence ou si vous connaissez des sites web de qualité traitant du thème abordé ici, merci de compléter l'article en donnant les références utiles à sa vérifiabilité et en les liant à la section « Notes et références ».
Pour les articles homonymes, voir Moulins.
La famille de Moulins de Rochefort (Rochefort-en-Mirebalais, aujourd'hui intégré à la commune de Mirebeau) est une ancienne famille française de noblesse d'extraction sur preuves de 1464, originaire du Bourbonnais puis fixée en Poitou et en Blésois.

## Membres notables
La filiation suivie commence avec:
- Gilles de Moulins, seigneur de Rochefort, clerc notaire du roi Charles VI en 1418.
- Raimond de Moulins, conseiller du roi (1466), maître des requêtes extraordinaire de son hôtel, chanoine et archidiacre de Blois en l'église de Chartres.
- Jacques de Moulins († ca 1502), seigneur d'Archanger et de Muides, conseiller et maître de la chambre aux deniers du roi. Frère du précédent, il laissa l'hôtel de Rochefort à Blois.
- Guillaume de Moulins († 1503), seigneur du Quartier, des Courtils et des Grois, élu pour le roi à Orléans. Frère du précédent.
- Jean de Moulins I. († 1500), écuyer, seigneur de Rochefort, du Breuil, de Seuilly, d'Archange etc., frère des précédents. Il est notaire-secrétaire du roi Louis XI, greffier au Grand conseil. Il est maire de Poitiers (20 juillet 1464-1465) puis échevin-conseiller jusqu'à sa mort. Il épouse Louise Jamin, filleule de Louis XI. Par cette union le roi  lui offre (1469) une maison dans Poitiers, nommée depuis lors hôtel de Rochefort. Il rend aveu de la Terre de Rochefort à cause de son château de Rochefort.
  - Jean de Moulins II. († 1540), écuyer, seigneur de Rochefort, Seuilly, Archanger, Muide, La Rouffière, Champaigne, La Haudumières, Mons, Vaurobert, Villedy, La Jacquetière, La Barrerie, Villeseur, La Salle, Villejouan, etc., fils du précédent. Il est notaire & secrétaire du roi et greffier du Grand conseil. Il épouse (1497) Jeanne Hurault, sœur de Jacques, évêque d'Autun, et fille de Jacques, chevalier, général des finances, gouverneur et bailli du comté de Blois.
  - François de Moulins de Rochefort († 1526), frère du précédent. prélat, grand aumônier de France.
- Jacques de Moulins († 1609), notaire & secrétaire du roi, il fut aussi prieur (1529) de Saint-Gilles près Châteaudun. Fils de Jean II., il épouse (1530) Françoise du Puy, dame de Villelouet (Chailles, 41).
  - Jacques de Moulins († 1590), seigneur de Terrouane et de La Haudumière. Il fut gentilhomme servant de la reine puis secrétaire du roi (1571). Fils du précédent.
  - Louis de Moulins I. († 1609), écuyer, seigneur de Rochefort, de Villelouet etc., frère aîné du précédent. Il est gentilhomme ordinaire du duc d'Anjou. Dans un hommage à sa veuve, née Françoise Vaillant de Guelis, celle-ci est qualifiée de  Veuve de haut et puissant seigneur messire Louis de Moulins, chevalier, seigneur de Rochefort et de Villelouet, conseiller et maître d'hôtel ordinaire de la reine Louise, douairière de France[4]. Il fut aussi secrétaire du roi (1566).
    - Florimont de Moulins († 1623), chevalier, seigneur de Rochefort, de Villelouet, de Seuilly, de Coudray etc. Fils du précédent. Il épouse Jacqueline de Montmorency, fille de Anne de Montmorency-Fosseux, marquis de Thuri, baron de Fosseux.
      - François de Moulins (1614-1683), écuyer, seigneur de Rochefort, Villelouet, La Barre et Seuilly etc., fils du précédent. Page de la petite écurie, il devient gentilhomme ordinaire de la chambre du roi (1657). Il épouse Marie-Jeanne de Saint-Quentin, fille du baron de Blet. Il est déclaré Noble & issu de noble race par arrêt de la Cour des aides le 4 mai 1665.
        - Pierre de Moulins (1643-1720), chevalier, seigneur de Rochefort, de Villelouet, de La Barre, de Maupancé, de Parigny, de Seuilly etc. épousa Marie de Pescherac, fille de René, échevin d'Angers en 1665.
          - Louis de Moulins II, chevalier, comte de Rochefort, seigneur de Seuilly, Villelouet etc. Il est capitaine au régiment de Nettancourt. Maintenu dans sa noblesse le 29 novembre 1702. Il épousa (1699) Charlotte-Madeleine de Clisson de Villeneuve.
            - Louis de Moulins III, chevalier, marquis de Rochefort (1703-), seigneur de Seuilly, de La Barre etc. Il épouse en 1728 en premières noces Louise de Maridor, fille de Charles-Louis, marquis de Maridor, baron de Bourg-le-Roy, grand sénéchal du Maine, puis en 1735 Marie-Agnès de Foyal de Donnery, fille de Pierre-Alexandre de Foyal de Donnery, gouverneur de Blois.
            - Aimard-Isidore de Moulins, marquis de Rochefort (1710-), frère du précédent. Seigneur de Louvradière et de Damiette
              - Charles Paul Elie de Moulins marquis de Rochefort (1739-), seigneur de Greleres. Lieutenant des vaisseaux du roi (1772), chevalier de Saint-Louis. Ayant justifié en 1766, a eu l'honneur d'être présenté au roi, à la famille royale et aux princes de sang par M. le duc d'Aumont. Marié (1775) à Marie-Joseph de Rochefeuille
              - Marie Jean Elie de Moulins de Rochefort, lieutenant des vaisseaux du roi, émigré. Continue la filiation.

## Armes
La famille de Moulins portait « d’argent à trois anilles de moulin de sable »,.

Blason de la famille.

## Postérité
- Hôtel de Rochefort, à Blois (Loir-et-Cher),
- Hôtel Jean de Moulin de Rochefort, à Poitiers (Vienne).

## Pour approfondir